# All Knighters
Palmarès
BSW Tag Team Championship (2 fois)
Les All Knighters sont une équipe canadienne de catch constituée des deux frères, Patrick Carolan, dit Robin Knightwing, et Joey Carolan dit Joey Knight.
Ils sont notamment apparus à la World Wrestling Entertainment à l'occasion de WrestleMania 23 où ils furent payés par Donald Trump pour raser leurs cheveux. Ils ont également accompagné The Undertaker lors de son entrée en tant que deux "druides".
Il a été marié à la catcheuse américaine Elizabeth Kocanski (dit Beth Phoenix).

## Palmarès
- Badger State Wrestling
  - BSW Tag Team Championship (2 fois)

- Pro Wrestling Illustrated
  - Robin Knightwing : 323e meilleur catcheur sur 500 en 2005.
  - Joey Knight: 334e meilleur catcheur sur 500 en 2005.